# Cascajares de Bureba
Cascajares de Bureba település Spanyolországban, Burgos tartományban. Cascajares de Bureba Oña, Miraveche és Busto de Bureba községekkel határos. Lakosainak száma 27 fő (2024).

## Népesség
A település népessége az utóbbi években az alábbiak szerint változott:
| Lakosok száma | 60   | 54   | 57   | 44   | 40   | 33   | 34   | 32   | 29   | 27   |
|               | 2001 | 2004 | 2006 | 2009 | 2011 | 2014 | 2016 | 2019 | 2021 | 2024 |